# San Francisco 49ers 1947
La stagione 1947 dei San Francisco 49ers è stata la seconda della franchigia nella All-America Football Conference.

## Partite

### Stagione regolare
| Turno | Data       | Avversario          | Risultato | Punteggio | Record |
| 1     | 31/8/1947  | Brooklyn Dodgers    | V         | 23–7      | 1–0    |
| 2     | 7/9/1947   | Los Angeles Dons    | V         | 17–14     | 2–0    |
| 3     | 14/9/1947  | Baltimore Colts     | V         | 14–7      | 3–0    |
| 4     | 21/9/1947  | New York Yankees    | S         | 21–16     | 3–1    |
| 5     | 28/9/1947  | at Buffalo Bills    | V         | 41–24     | 4–1    |
| 6     | 5/10/1947  | at Baltimore Colts  | P         | 28–28     | 4–1–1  |
| 7     | 12/10/1947 | Chicago Rockets     | V         | 42–28     | 5–1–1  |
| 8     | 26/10/1947 | Cleveland Browns    | S         | 14–7      | 5–2–1  |
| 9     | 2/11/1947  | at Los Angeles Dons | V         | 26–16     | 6–2–1  |
| 10    | 9/11/1947  | at New York Yankees | S         | 24–16     | 6–3–1  |
| 11    | 16/11/1947 | at Cleveland Browns | S         | 37–14     | 6–4–1  |
| 12    | 21/11/1947 | at Chicago Rockets  | V         | 41–16     | 7–4–1  |
| 13    | 27/11/1947 | at Brooklyn Dodgers | V         | 21–7      | 8–4–1  |
| 14    | 7/12/1947  | Buffalo Bills       | P         | 21–21     | 8–4–2  |